# ミン・バハドゥール・シェルチャン
ミン・バハドゥール・シェルチャン（英語:Min Bahadur Sherchan、1931年6月20日 - 2017年5月31日）は、ネパール・ミャグディ郡出身の登山家。元イギリスのグルカ兵であった。2008年、76歳でエベレストに登頂した最高齢の登山家となった。5年後、80歳の登山家、三浦雄一郎が記録を更新した。2017年5月6日、記録更新を目指していた最中にエベレストのベースキャンプで85歳で亡くなった。葬儀はカトマンズで行われた。

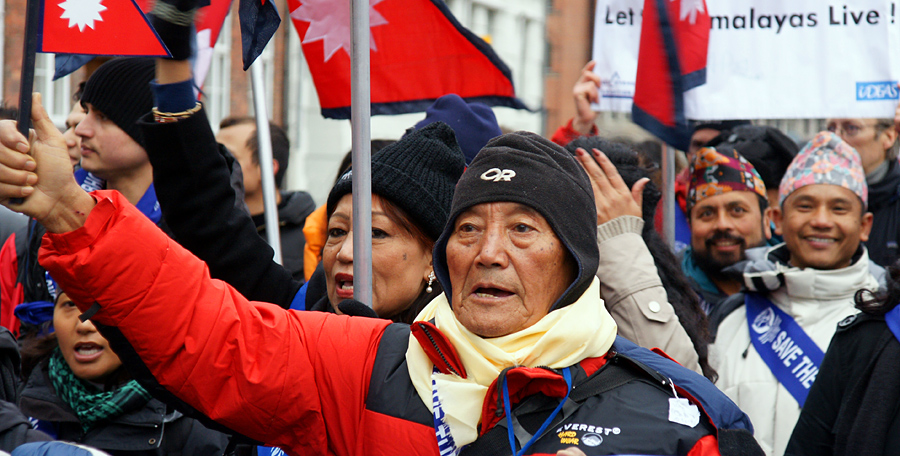
ミン・バハドゥール・シェルチャンの写真

2008年にはシェルチャンが三浦雄一郎に1日差で登頂し、2013年にもシェルチャンが登頂を試みたが、健康上の問題で中止となった。それ以前の最高齢者は、2007年5月22日に71歳で登頂した柳沢勝輔だった。この時期、ネパールでは16歳以上（上限なし）の年齢制限が制定されており、2005年の調査では、60歳以上のエベレスト登山者の登頂確率は10分の1程度、60歳未満では3分の1程度とされていた。しかし、60歳以上の登山者は死亡する確率が高く、登頂した登山者のうち4分の1が下山時に死亡している。

## 関連リンク
- List of Mount Everest records
- List of people who died climbing Mount Everest
- Mount Everest in 2017
- List of world records from Nepal